# 橘塚古墳
橘塚古墳（たちばなづかこふん）は、福岡県京都郡みやこ町勝山黒田にある古墳。形状は方墳。国の史跡に指定されている。

## 概要
福岡県北東部、京都平野のほぼ中央部の微高地上に築造された大型方墳である。現在は町立黒田小学校校庭内に所在し、西側に小学校校舎、南側に小学校プール、北東側に町立保育所（現在は認定こども園太陽の森）が建設され、墳丘周囲は大きく改変されている。1995-1996年（平成8-9年）に墳丘測量・石室実測・範囲確認調査が実施されているほか、近年にも調査が実施されている。
墳形はやや横長の方形で、南北37メートル・東西39メートルを測る（調査以前は直径約40メートルの円墳とされた）。墳丘の段築は不明。墳丘外表で葺石・埴輪は認められていない。また墳丘周囲には周溝が巡らされ、東側で6.5メートル、北側で9.95メートル、南側で7メートルを測り、周溝を含めた古墳全体としてはやや縦長の南北53.5メートル・東西52メートルを測る。埋葬施設としては両袖式の横穴式石室が構築されており、南東方向に開口する。石室全長約17.5メートルを測る大型石室であり、石室の石材には花崗岩の巨石が使用される。古くから開口するため副葬品は詳らかでなく、調査では石室内から前面周溝にかけての部分で須恵器片のみが検出されている。
築造時期は、古墳時代後期の6世紀末（TK43型式期）頃と推定される。一帯では庄屋塚古墳（前方後円墳、6世紀中頃）に後続し、綾塚古墳（円墳、7世紀初頭）に先行する時期に位置づけられる。綾塚古墳とともに複室構造の横穴式石室としては国内最大級の規模であり、豊前地方を代表する巨石墳として重要視される古墳になる。
古墳域は1970年（昭和45年）に国の史跡に指定されている。

## 遺跡歴
- 中世期、石室の再利用。
- 1937年（昭和12年）、石室実測図の作成[1]。
- 1970年（昭和45年）6月26日、国の史跡に指定[3]。
- 1995-1996年度（平成7-8年度）、墳丘測量・石室実測・範囲確認調査[1]。
- 2024年（令和6年）10月11日、史跡範囲の追加指定・一部解除。

## 埋葬施設

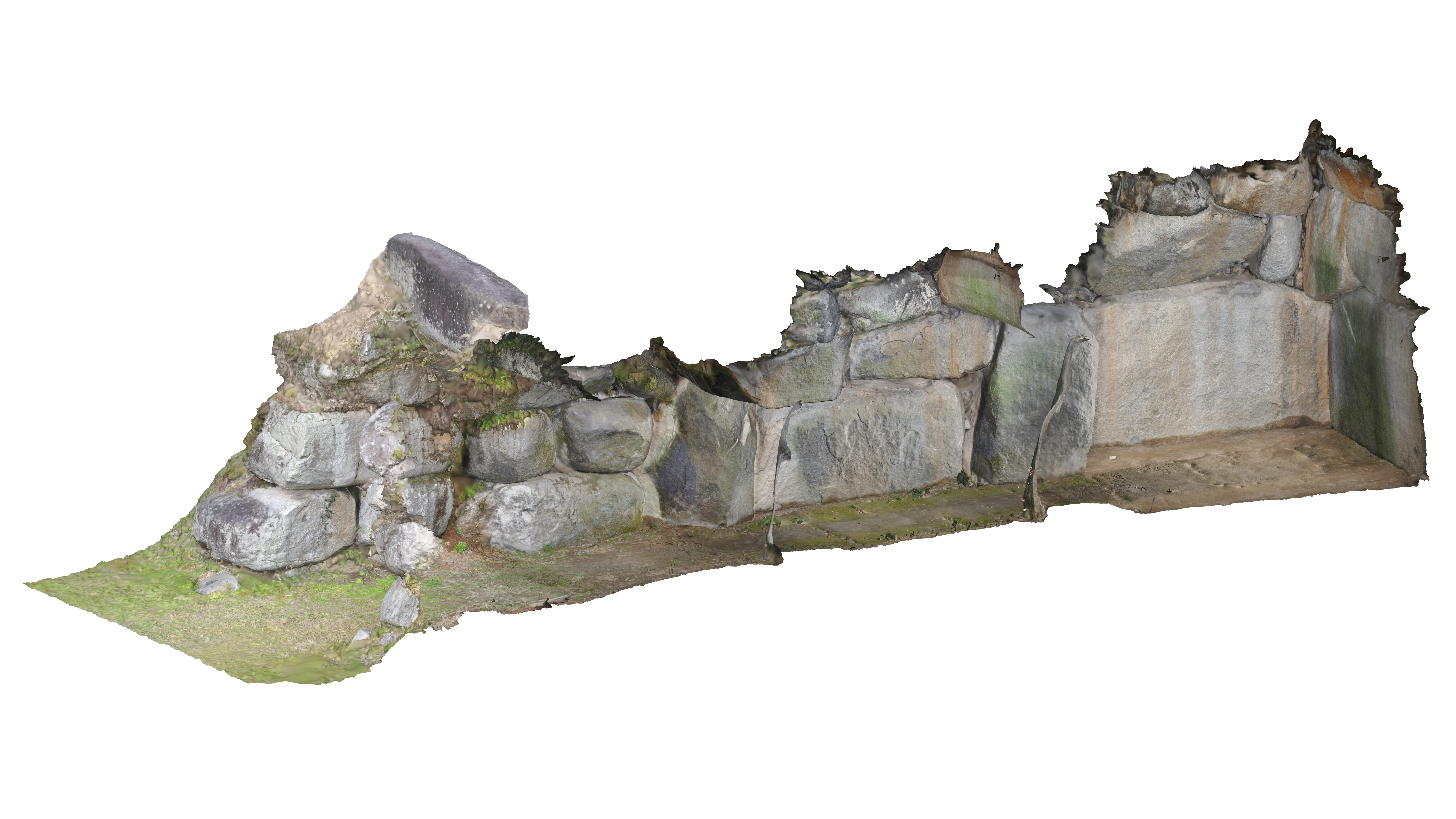
石室俯瞰図

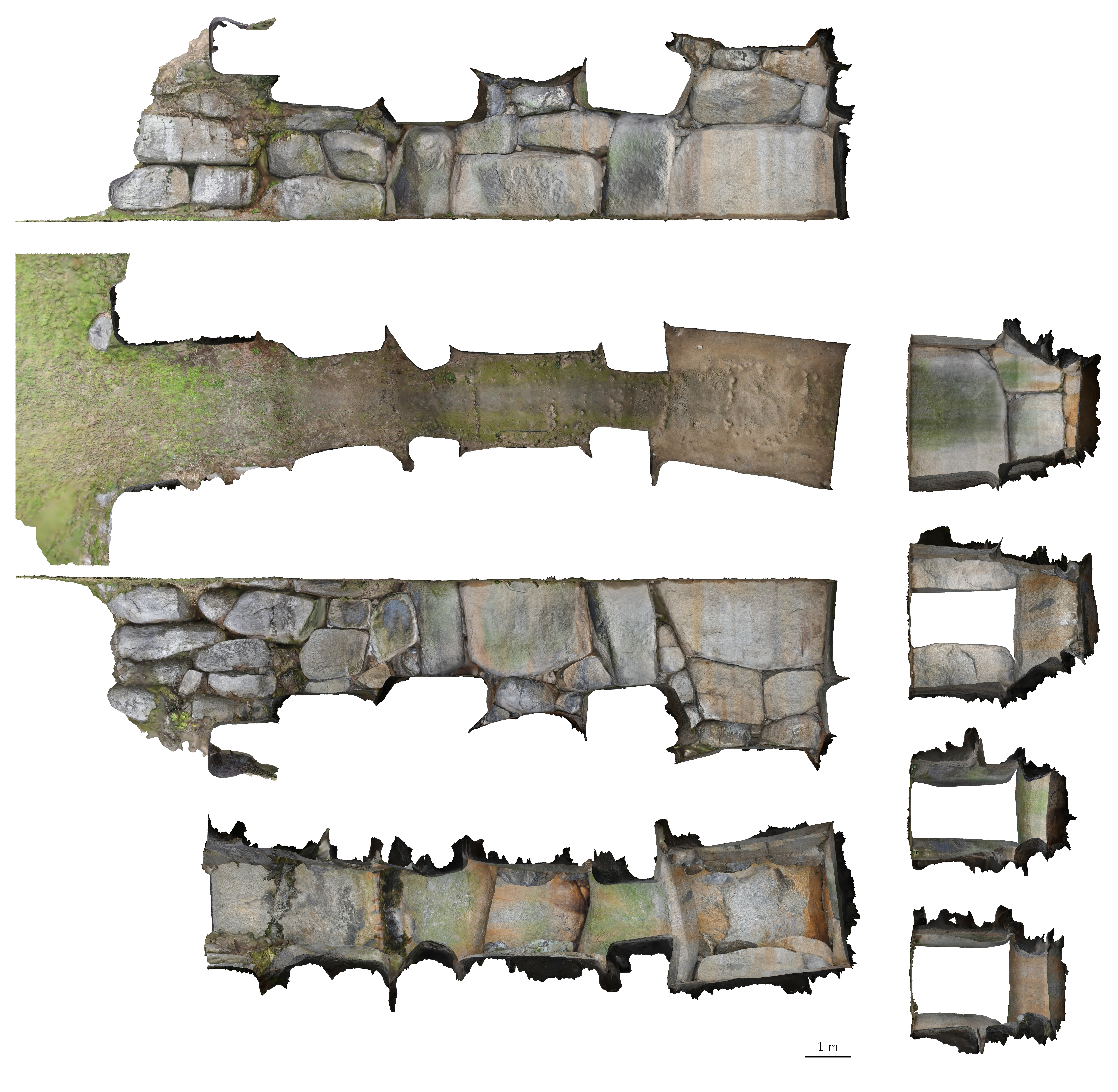
石室展開図

埋葬施設は両袖式横穴式石室で、南東方向に開口する。玄室・前室・羨道からなる複室構造の石室である。石室の規模は次の通り。
- 石室全長：約17.5メートル（現在16.3メートル）
- 玄室：長さ3.2メートル、幅4.0メートル、高さ3.8メートル
- 前室：長さ3.2メートル、幅2.2メートル、高さ3.1メートル

石室の石材には花崗岩の巨石が使用される。石室前面の調査では石材の抜き取り痕が検出されており、上記の石室全長は推定復元した規模である。石室の前室では敷石が遺存するが、玄室・羨道では敷石は部分的にのみ遺存する。玄室奥壁寄りの敷石抜き取り部からは中世期の土器が出土しており、当時には開口して再利用されていたと見られる。
石室は古くから開口するため、石室内の副葬品は明らかでなく、調査では須恵器片のみが検出されている。須恵器の器種としては、蓋・壺・𤭯・高坏・脚台・器台・甕がある。

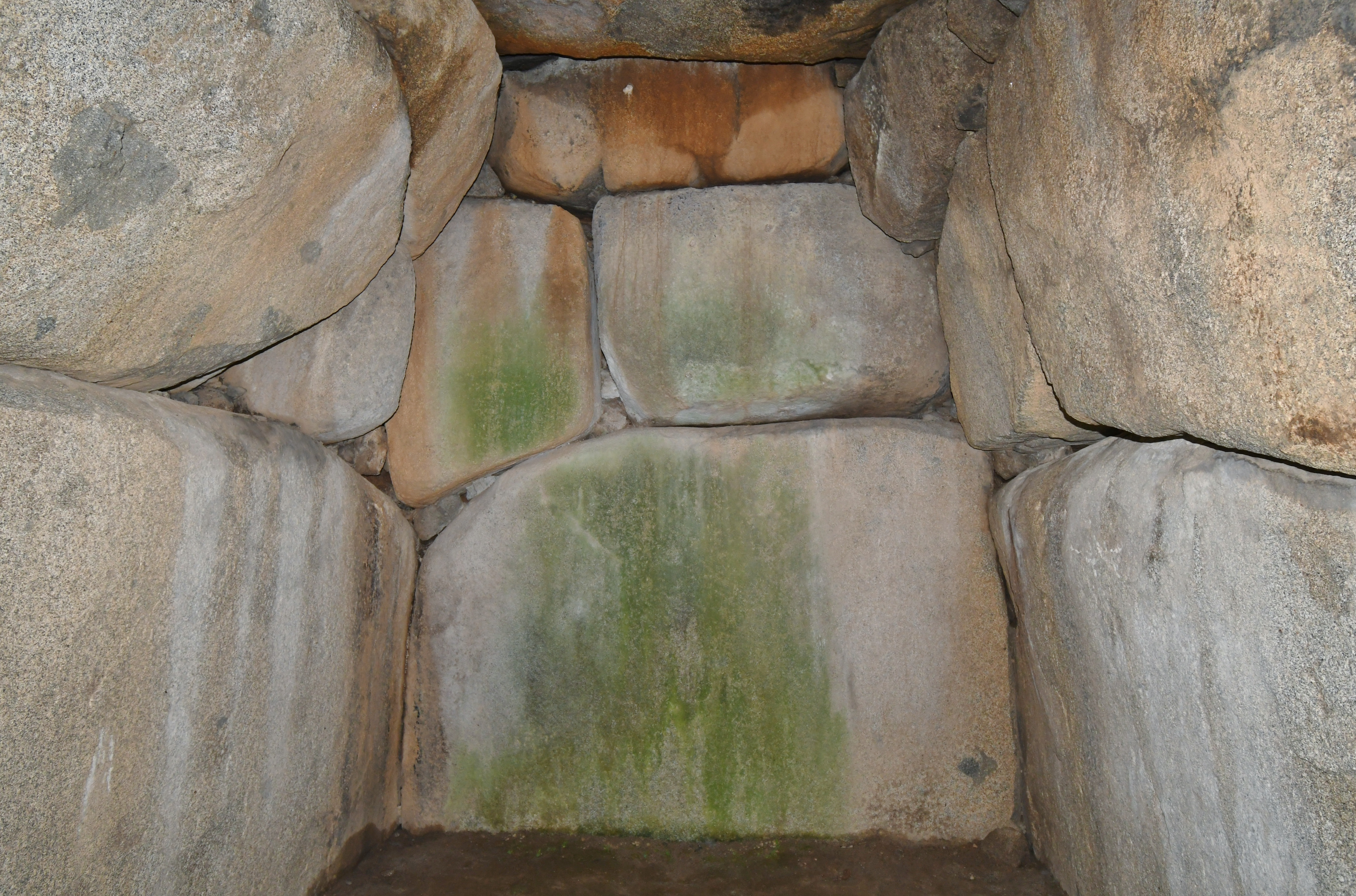
玄室（奥壁方向）
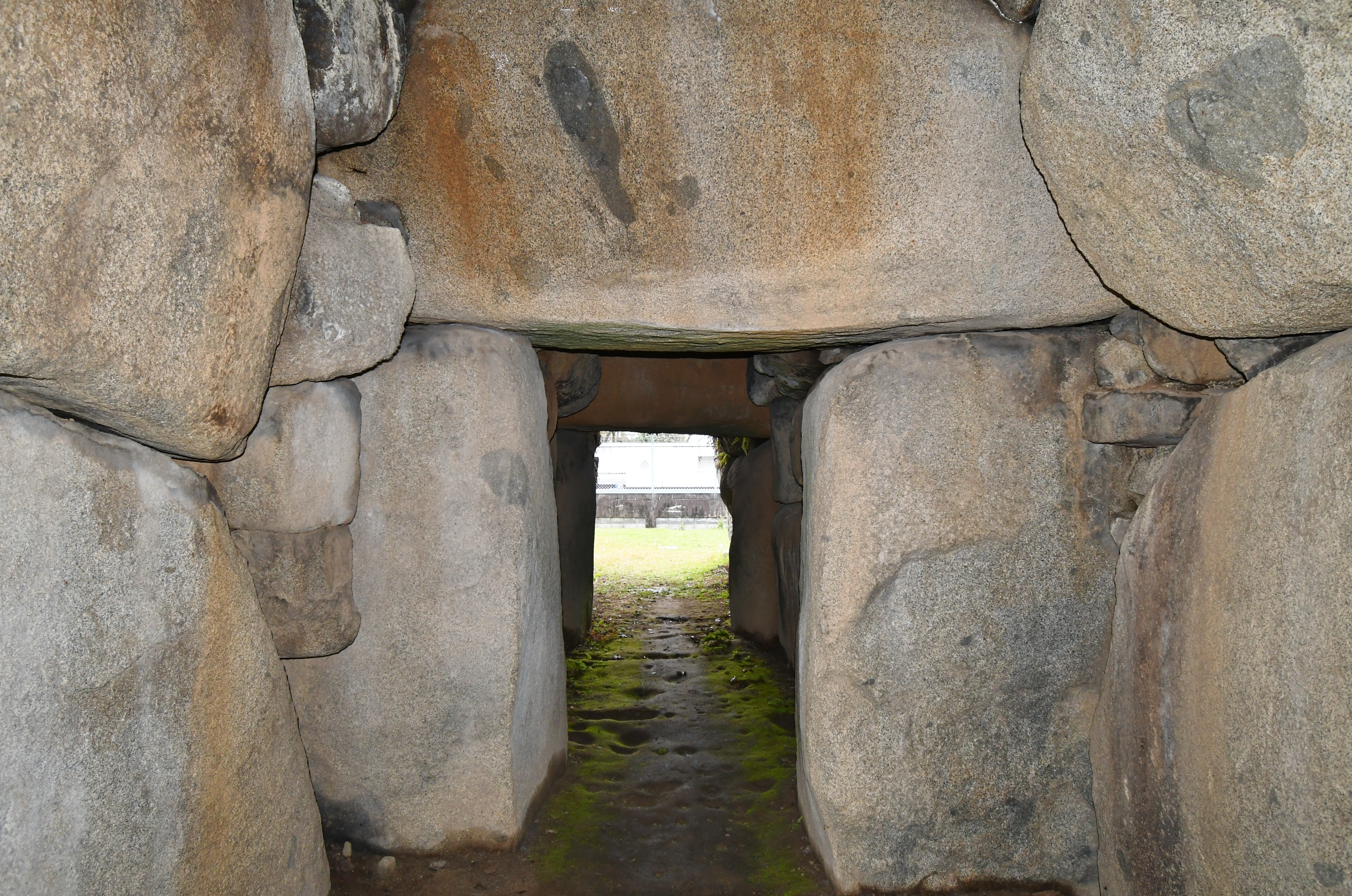
玄室（開口部方向）
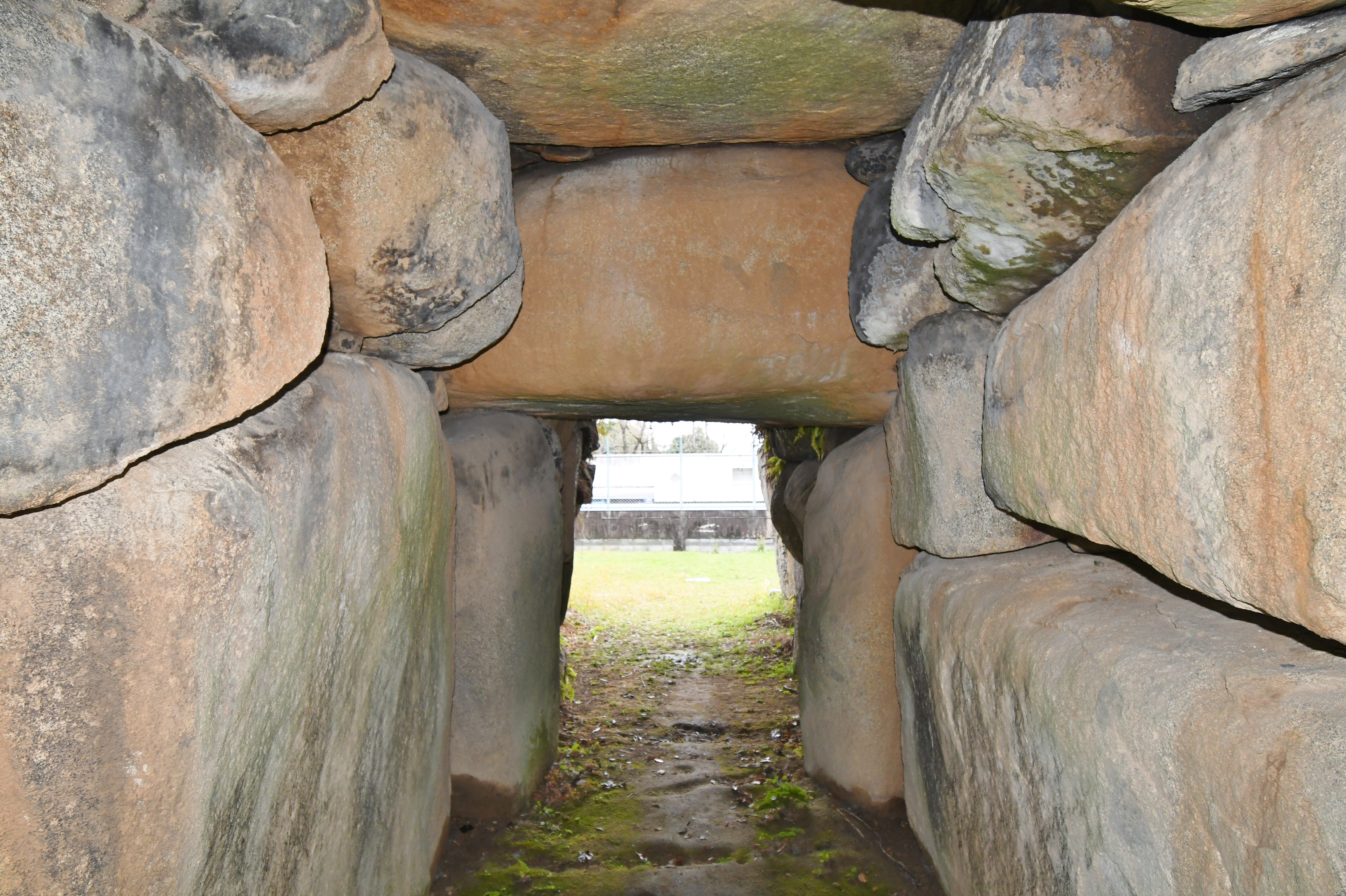
前室（開口部方向）
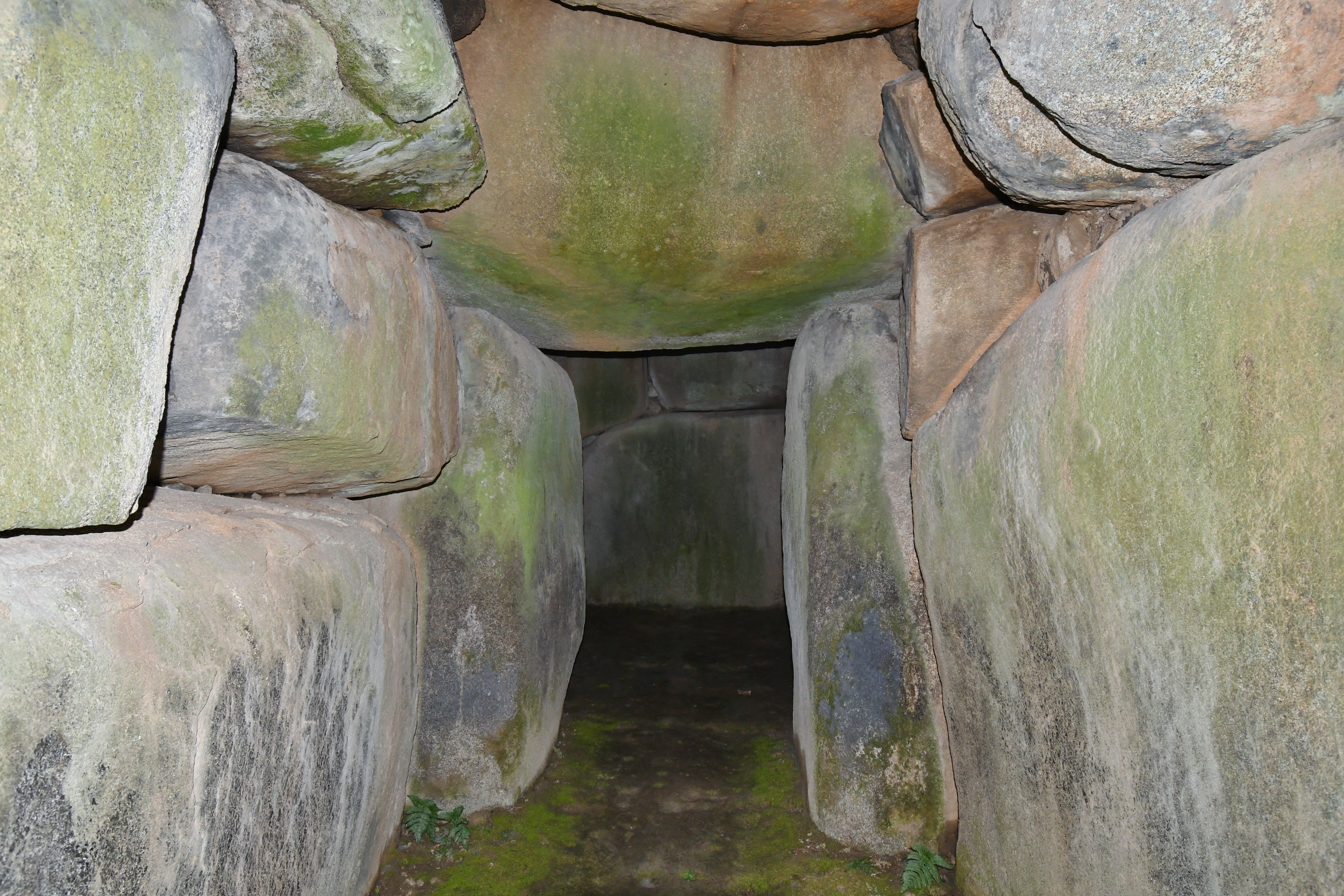
前室（玄室方向）
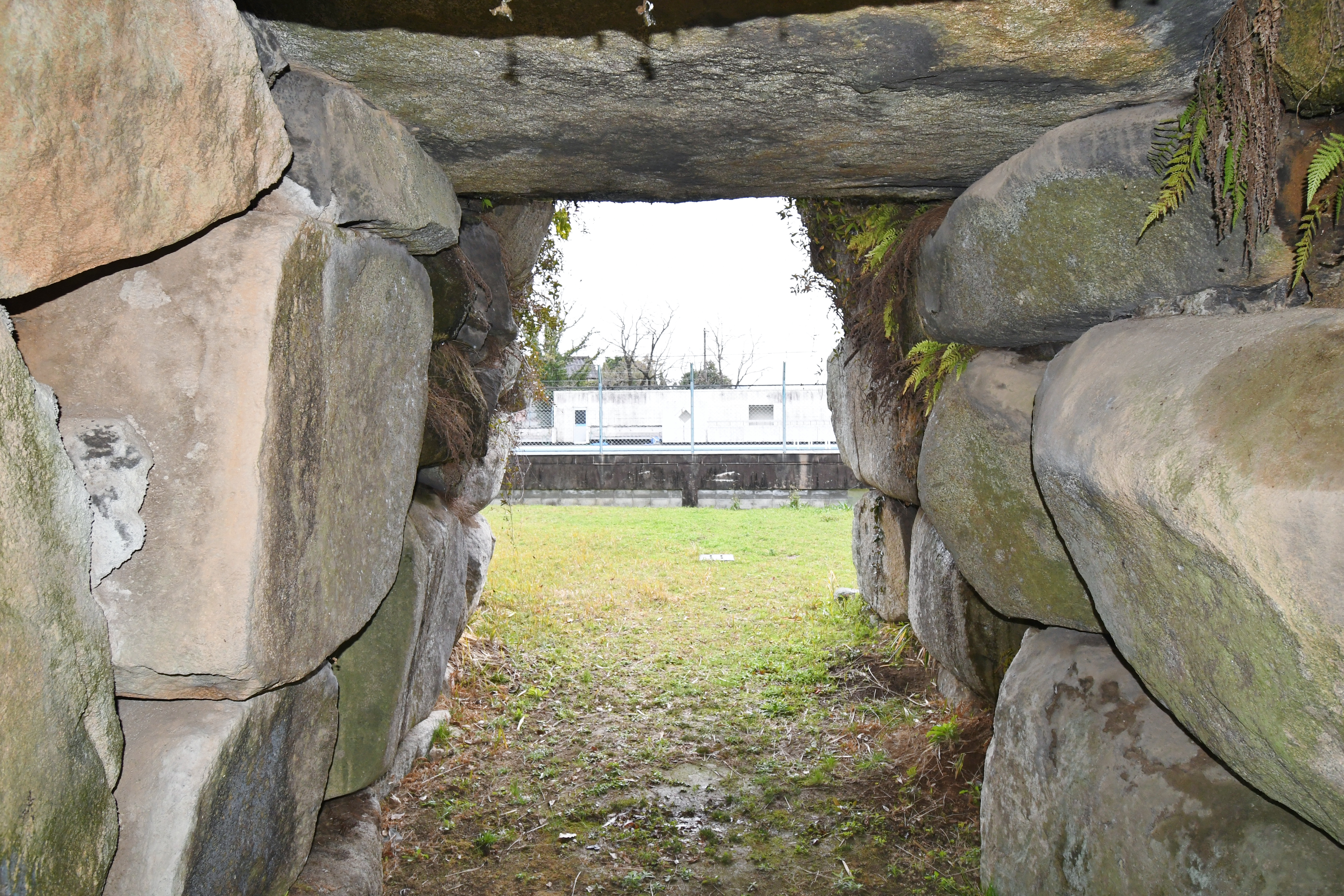
羨道（開口部方向）
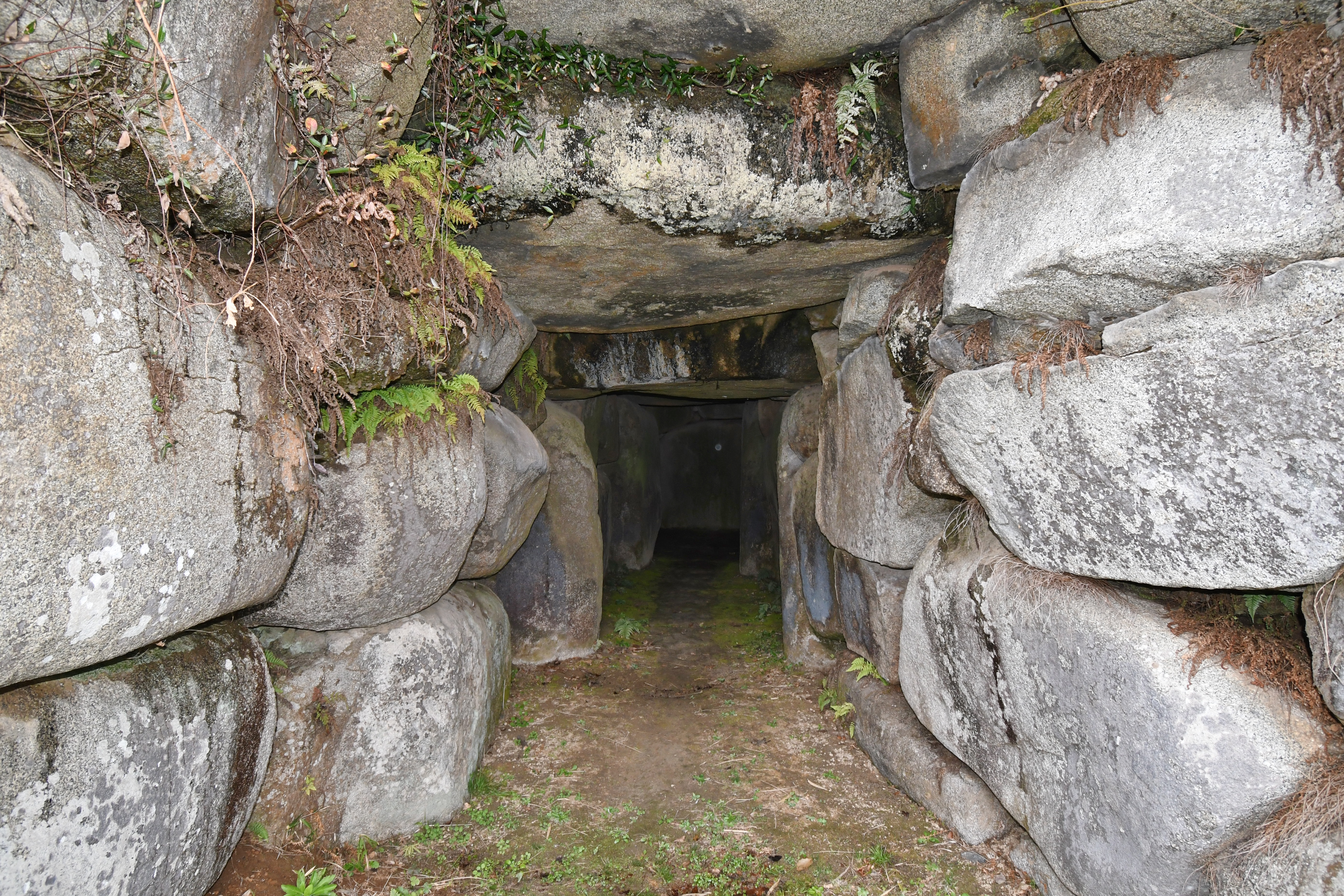
羨道（玄室方向）
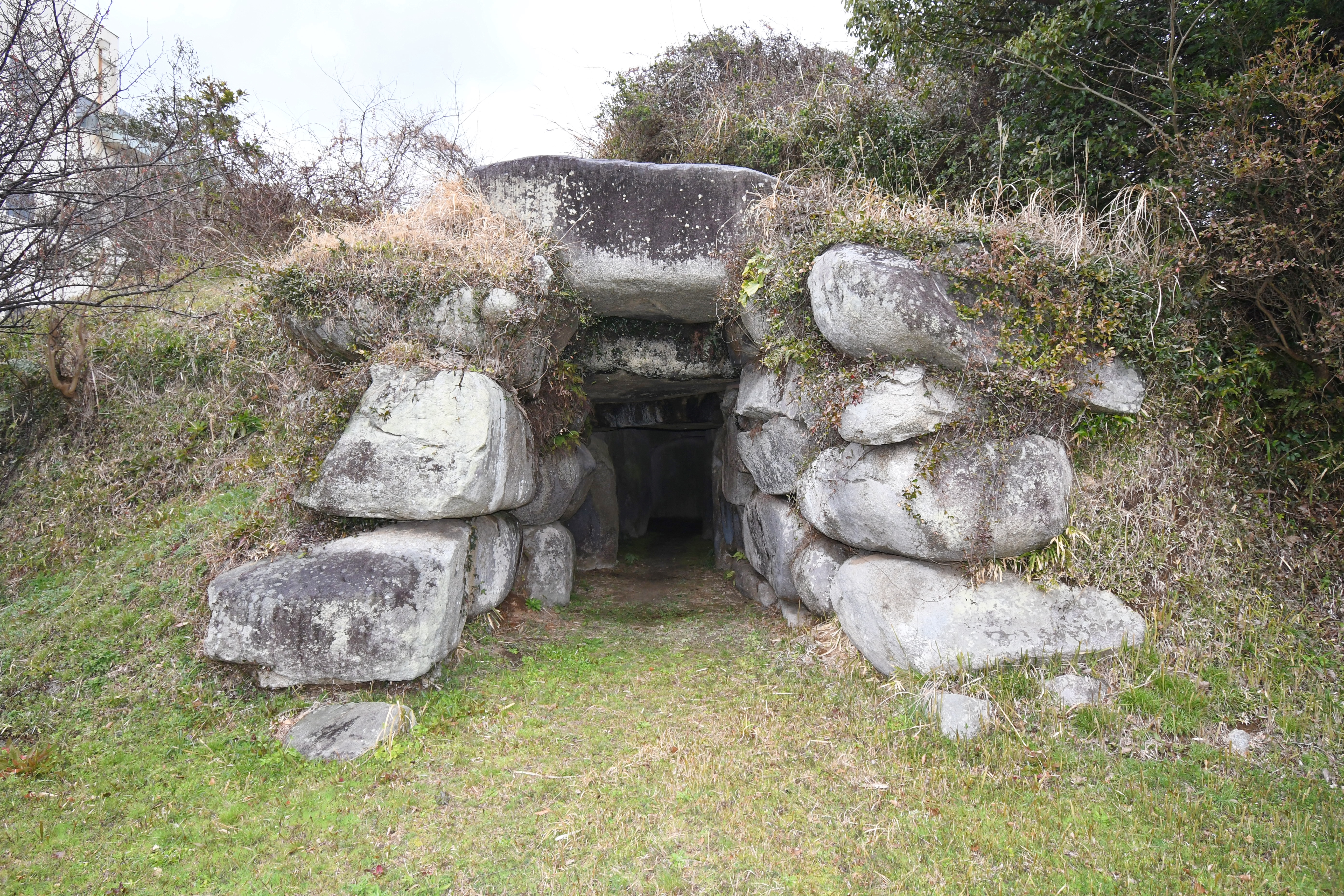
開口部

## 文化財

### 国の史跡
- 橘塚古墳 - 1970年（昭和45年）6月26日指定[3]、2024年（令和6年）10月11日に史跡範囲の追加指定・一部解除[4]。

## 関連施設
- みやこ町歴史民俗博物館（みやこ町豊津）

## 関連文献
（記事執筆に使用していない関連文献）
- 『みやこ町内遺跡群3』みやこ町教育委員会〈みやこ町文化財調査報告書第4集〉、2009年。
- 『みやこ町内遺跡群12 -国指定史跡橘塚古墳の調査 認定こども園建設に係る埋蔵文化財調査報告書-』みやこ町教育委員会〈みやこ町文化財調査報告書第18集〉、2021年。